# Castell de Vilaclara
El Castell de Vilaclara és un castell d'origen medieval d'estil romànic del segle xi, però molt transformat, situat en el poble de Vilaclara, en el terme comunal de Palau del Vidre, a la comarca del Rosselló (Catalunya del Nord).
Està situat al sud-oest del terme i al sud-est del poble de Vilaclara.

## Història
Data del 1141 la primera documentació que es té de Vilaclara: Ponç Bernat de Vilaclara era senyor del lloc. El 1291 el rei Jaume II de Mallorca infeudava les justícies del terme d'aquest castell a Guillem Puig d'Orfila, i al cap d'un segle, el 1395 i 1397, era Jordi de Sant Agustí el senyor de la fortalesa i del lloc.
Actualment és propietat privada.

## L'edificació
El castell, que conserva vestigis de l'edifici medieval, és un quadrilàter sense torres d'angle, i sense obertures exteriors (les que hi ha ara han estat obertes modernament): només uns rengles de sageteres a nivell de casa pis, en els quatre costats. A l'angle oriental de la façana hi ha, sobresortint més que la resta de l'edifici, una torre quadrada, també amb espitlleres. Coronava la fortalesa una ronda defensada amb merlets, el traçat dels quals s'endevina. Molt possiblement hi havia un vall a l'entorn, com a defensa, i un pont llevadís a la porta principal. El conjunt és datable al segle xii.